# لیوچه
لیوچه (به لاتین: Liwcze) یک روستا در لهستان است که در گمینا دووخوبچوو واقع شده‌است. لیوچه  ۴۰ نفر جمعیت دارد.